# Coleophora betulaenanae
Coleophora betulaenanae é uma espécie de mariposa do gênero Coleophora pertencente à família Coleophoridae.